# HRT 1
HRT 1 (dawniej TVZ1) – pierwszy program chorwackiej telewizji publicznej.
Kanał powstał w 15 maja 1956. W 1990 roku TVZ1 zmienił swoją nazwę na HRT 1.
Główny program informacyjny HRT1, emitowany codziennie o 12:00, 19:00 oraz między 22:00 a 23:00, nosi nazwę Dnevnik. Kilkakrotnie w ciągu dnia emitowane są również krótsze wydania dziennika, pod nazwą Vijesti. Na antenie chorwackiej telewizji jest także emitowane, m.in.:
- Lokalna wersja teleturnieju Who Wants to Be a Millionaire? – Tko želi biti milijunaš? (odpowiednik polskich Milionerów)
- Najslabija karika
- Ples sa zvijezdama
- Ružna Betty
- TV kalendar – codzienny program historyczno-dokumentalny emitowany nieprzerwanie od 1976 roku.